# 신동준 (1932년 12월)
신동준(1932년 12월 10일~2023년 4월 4일)은 대한민국의 정치인이다. 제12대 국회의원을 지냈다.

## 역대 선거 결과
|  | 16.80% |

|  | 19.68% |